# Palkó Dárdai
Pál Dárdai, detto Palkó (Berlino, 24 aprile 1999), è un calciatore tedesco naturalizzato ungherese, centrocampista della Puskás Akadémia e della nazionale ungherese.

## Biografia
È il figlio dell’allenatore ed ex calciatore ungherese Pál Dárdai e dell'ex giocatrice di pallamano nazionale ungherese Mónika Dárdai, nata Szemmelróth.
È cresciuto con i suoi fratelli minori Márton (2002) e Bence (2006) tra Seeburg e nel quartiere berlinese di Westend. Suo nonno (1951-2017) è stato anche un calciatore. Il suo soprannome e soprannome "Palkó" deriva dal suo vero nome Pál. All'inizio del 2017 ha acquisito - oltre alla cittadinanza ungherese - la cittadinanza tedesca per naturalizzazione.

## Carriera

### Club

#### Inizi e Hertha Berlino
Dárdai ha iniziato a giocare a calcio al Seeburger SV nel 2006, quando la famiglia viveva a Seeburg. Dopo essersi trasferito a Berlino, ha giocato dal 2009 nel FC Wilmersdorf fino ad agosto 2011, mese in cui entra nel settore giovanile dell’Hertha Berlino nel 2011, nell’aprile del 2017 ha ricevuto la prima convocazione con la prima squadra, guidata dal padre Pál. Ha esordito con la Vecchia Signora il 2 novembre, nella partita di Europa League vinta per 2-1 contro lo Zorja. Il debutto in Bundesliga è invece arrivato il 28 aprile 2018, nel pareggio casalingo ottenuto contro l’Augusta.

#### Fehérvár
All'inizio di gennaio 2021, Dárdai si trasferisce al Fehérvár.

### Nazionale
Dárdai ha la cittadinanza ungherese e dall'inizio del 2017 anche quella tedesca ed è convocabile per le nazionali della Federcalcio ungherese e della Federcalcio tedesca. Nella primavera del 2017 Dárdai ha giocato due volte per la nazionale tedesca Under-18, dall'agosto a settembre 2017, e due volte nell'Under-19. Tra settembre e ottobre 2018 ha giocato due volte nell'Under-20.
Dopo che non è stato più convocato nelle nazionali tedesche, nel marzo 2021 Dárdai decide di giocare per l'Ungheria, suo paese di origine, ed è stato convocato per l'Under-21 per l'Europeo Under-21. Non risponde alla convocazione a seguito di un problema muscolare.
Il 20 novembre 2022 esordisce con la nazionale maggiore ungherese.

## Statistiche

### Presenze e reti nei club
Statistiche aggiornate al 21 ottobre 2018.
| Stagione                 | Squadra                  | Campionato               | Campionato | Campionato | Coppe nazionali | Coppe nazionali | Coppe nazionali | Coppe continentali | Coppe continentali | Coppe continentali | Altre coppe | Altre coppe | Altre coppe | Totale | Totale | Totale |
| Stagione                 | Squadra                  | Comp                     | Pres       | Reti       | Comp            | Pres            | Reti            | Comp               | Pres               | Reti               | Comp        | Pres        | Reti        | Pres   | Reti   |        |
| ------------------------ | ------------------------ | ------------------------ | ---------- | ---------- | --------------- | --------------- | --------------- | ------------------ | ------------------ | ------------------ | ----------- | ----------- | ----------- | ------ | ------ | ------ |
| mar.-mag. 2017           | Hertha Berlino II        | RL                       | 3          | 1          | -               | -               | -               | -                  | -                  | -                  | -           | -           | -           | 3      | 1      |        |
| 2017-2018                | Hertha Berlino II        | RL                       | 6          | 1          | -               | -               | -               | -                  | -                  | -                  | -           | -           | -           | 6      | 1      |        |
| 2018-2019                | Hertha Berlino II        | RL                       | 13         | 3          | -               | -               | -               | -                  | -                  | -                  | -           | -           | -           | 13     | 3      |        |
| 2019-2020                | Hertha Berlino II        | RL                       | 21         | 7          | -               | -               | -               | -                  | -                  | -                  | -           | -           | -           | 21     | 7      |        |
| 2020-2021                | Hertha Berlino II        | RL                       | 4          | 2          | -               | -               | -               | -                  | -                  | -                  | -           | -           | -           | 4      | 2      |        |
| Totale Hertha Berlino II | Totale Hertha Berlino II | Totale Hertha Berlino II | 47         | 14         |                 | -               | -               |                    | -                  | -                  |             | -           | -           | 47     | 14     |        |
| 2017-2018                | Hertha Berlino           | BL                       | 2          | 0          | CG              | -               | -               | UEL                | 2                  | 0                  | -           | -           | -           | 4      | 0      |        |
| 2018-2019                | Hertha Berlino           | BL                       | 7          | 0          | CG              | 1               | 0               | -                  | -                  | -                  | -           | -           | -           | 8      | 0      |        |
| 2019-2020                | Hertha Berlino           | BL                       | 0          | 0          | CG              | 0               | 0               | -                  | -                  | -                  | -           | -           | -           | 0      | 0      |        |
| Totale Hertha Berlino    | Totale Hertha Berlino    | Totale Hertha Berlino    | 9          | 0          |                 | 1               | 0               |                    | 2                  | 0                  |             | -           | -           | 12     | 0      |        |
| Totale carriera          | Totale carriera          | Totale carriera          | 56         | 14         |                 | 1               | 0               |                    | 2                  | 0                  |             | -           | -           | 59     | 14     |        |

### Cronologia presenze e reti in nazionale
| Cronologia completa delle presenze e delle reti in nazionale ― Ungheria | Cronologia completa delle presenze e delle reti in nazionale ― Ungheria | Cronologia completa delle presenze e delle reti in nazionale ― Ungheria | Cronologia completa delle presenze e delle reti in nazionale ― Ungheria | Cronologia completa delle presenze e delle reti in nazionale ― Ungheria | Cronologia completa delle presenze e delle reti in nazionale ― Ungheria | Cronologia completa delle presenze e delle reti in nazionale ― Ungheria | Cronologia completa delle presenze e delle reti in nazionale ― Ungheria |
| Data                                                                    | Città                                                                   | In casa                                                                 | Risultato                                                               | Ospiti                                                                  | Competizione                                                            | Reti                                                                    | Note                                                                    |
| ----------------------------------------------------------------------- | ----------------------------------------------------------------------- | ----------------------------------------------------------------------- | ----------------------------------------------------------------------- | ----------------------------------------------------------------------- | ----------------------------------------------------------------------- | ----------------------------------------------------------------------- | ----------------------------------------------------------------------- |
| 20-11-2022                                                              | Budapest                                                                | Ungheria                                                                | 2 – 1                                                                   | Grecia                                                                  | Amichevole                                                              | -                                                                       | 72’                                                                     |
| Totale                                                                  |                                                                         | Presenze                                                                | 1                                                                       |                                                                         | Reti                                                                    | 0                                                                       |                                                                         |